# Fiztěch (stanice metra v Moskvě)
Fiztěch (rusky Физтех) je stanice moskevského metra na Ljublinsko-Dmitrovské lince. Byla zprovozněna v rámci úseku Seligerskaja - Fiztěch dne 7. září 2023. Je pojmenována podle Moskevského fyzikálně-technického institutu, který se nachází ve městě Dolgoprudnyj, přibližně 30 minut pěší chůze od samotné stanice. Jedná se o severní konečnou stanici této linky a zároveň o nejsevernější stanici v rámci moskevského metra.

## Charakter stanice
Stanice Fiztěch se nachází ve čtvrtí Severnyj (Северный) podél Dmitrovského šosse (Дмитровское шоссе) severovýchodně od jeho křížení s Dolgoprudněnským šosse (Долгопрудненское шоссе). Stanice disponuje dvěma povrchovými vestibuly, severní a jižní, přičemž severní je spojen s budovou pro obslužný personál a lze z něho vyjít k Dmitrovskému šosse, z jižního lze dojít k Bulvaru Akademika Landau (Бульвар Академика Ландау).
Jelikož se v blízkosti stanice nachází Moskevský fyzikálně-technický institut, celá stanice má představovat chrám vědy. Jelikož ve fyzice se často využívá kužel, bylo rozhodnuto zde využít sloupy ve tvaru kužele rozšiřujícího se nahoru. Prostřednictvím těchto sloupů je zajišťováno osvětlení, světlo z nich vyzařované se odráží na podlahu nástupiště. Mezi jednotlivými sloupy se nachází široké zaoblené lavičky, do jejichž konců jsou zabudované osvětlené informační panely. Na nosných konstrukcích k těmto informačním panelům jsou umístěny portréty slavných ruských vědců z oblasti fyziky (například Lva Davidoviče Landau, Abrama Isaakoviče Alichanova, Igora Vasilijeviče Kurčatova a dalších). Celé stanici dominuje bílá barva. Podlaha nástupiště je pak vydlážděna světlou žulou s kontrastními černými pruhy.
Vestibuly jsou s nástupištěm propojeny prostřednictvím eskalátorů. Stejně jako nástupišti i vestibulům zevnitř i zvenčí dominují kuželovité sloupy. Tak jako na stanici Lianozovo, i zde je strop vestibulů zhotoven z hliníkových lamel se zabudovanými lineárními světly.